# احمد المبارک
احمد المبارک (عربی: أحمد المبارك؛ زادهٔ ۳۱ مارس ۱۹۸۵) یک ورزشکار اهل عربستان سعودی است.
از باشگاه‌هایی که در آن بازی کرده‌است می‌توان به باشگاه فوتبال النصر عربستان سعودی، باشگاه فوتبال الاتفاق عربستان سعودی، و باشگاه فوتبال الفتح عربستان سعودی اشاره کرد.